# Бачуе

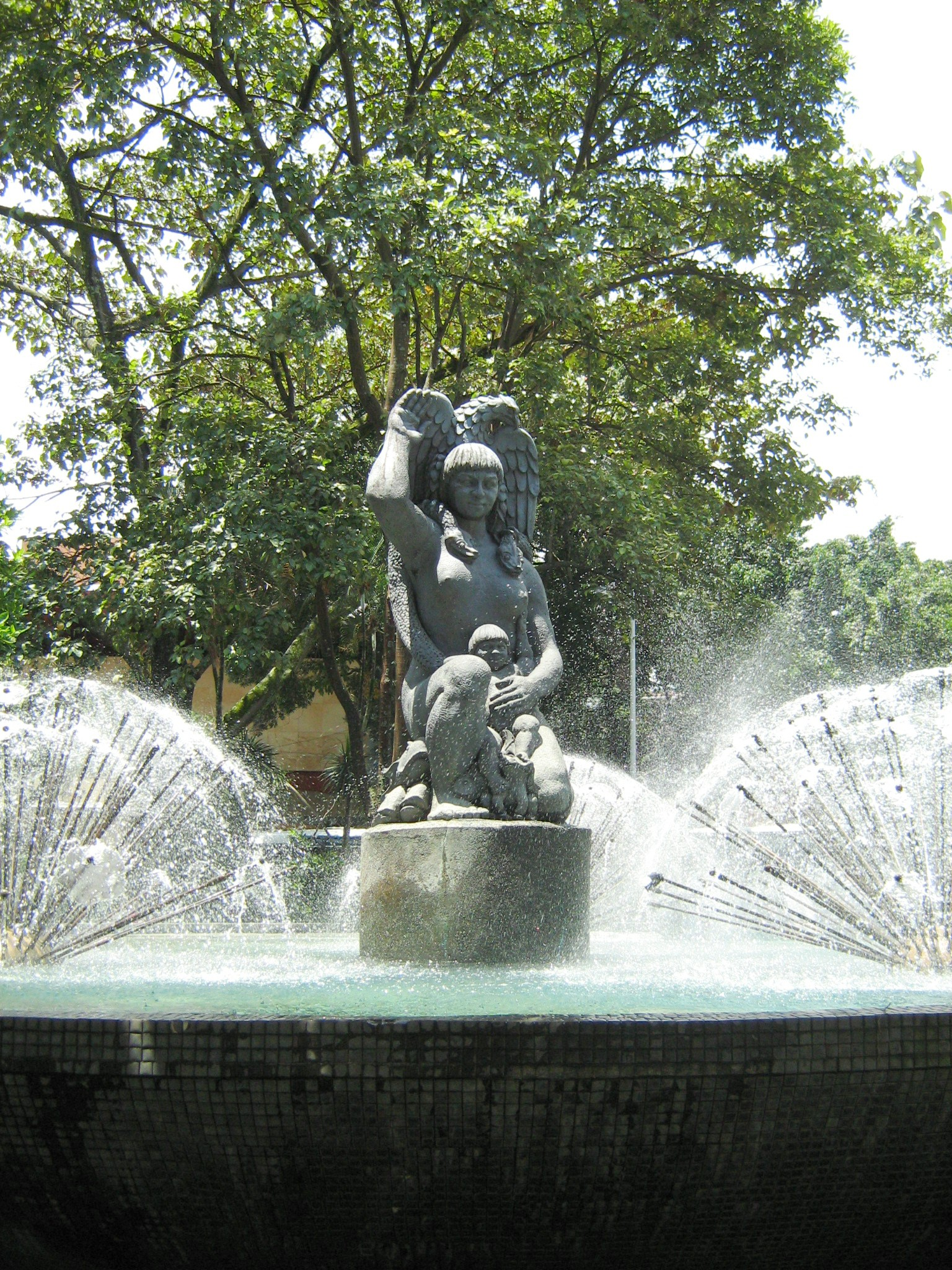
Бачуе. Скульптура у фонтані м. Медельїна, Колумбія

Бачуе (Bachué) — богиня-прамати, покровителька землеробства в міфології чибча-муїска. Її ім'я перекладається як «Високі груди». Мала також інше ім'я Фурачога (Благодайна жінка).

## Міф
Коли на землі ще не було людей, Бачуе вийшла з вод озера Ігуаке в образі прекрасної жінки, ведучи з собою маленького 3-річного сина. Вони жили на одному місці, поки син не виріс. Тоді Бачуе взяла його за чоловіка й народжувала щоразу 4 дітей. Бачуе з чоловіком обійшли «всю землю», заселяючи її своїми дітьми. У старості вони повернулися до озера Ігуаке, де Бачуе заповіла людям берегти звичаї і зберігати мир. Після чого вона та її син-чоловік перетворилися на двох великих змій і зникли у водах озера.

## Культ
В кожному поселенні були облаштовані місця, де муїска поклонялися Бачуе. Як жертву приносили смолу і плоди дерев.